# Esther Phillips

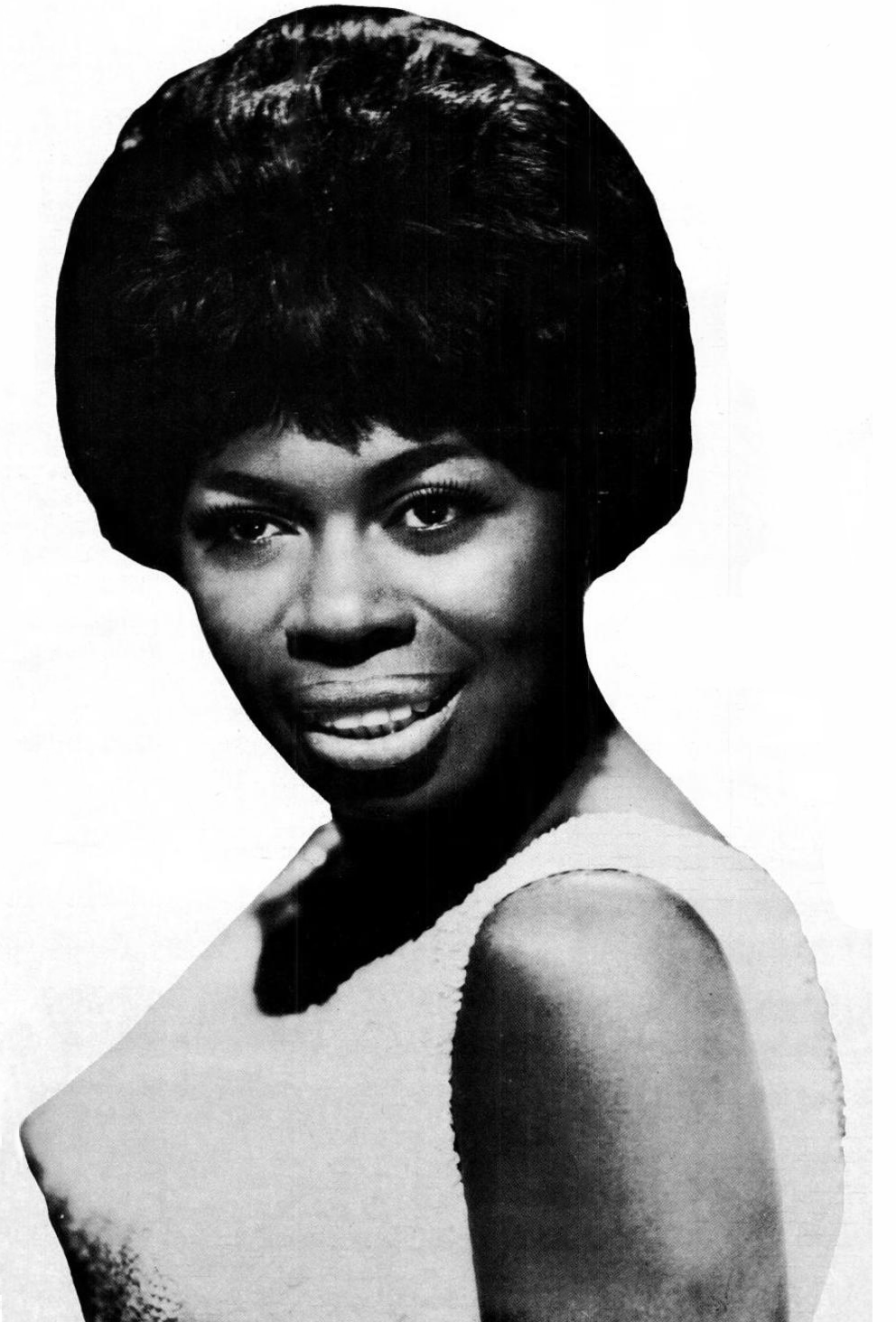
Esther Phillips

Esther Mae Jones (* 23. Dezember 1935 in Galveston, Texas; † 7. August 1984 in Los Angeles, Kalifornien), die als Little Esther und Esther Phillips auftrat, war eine US-amerikanische Sängerin, die neben dem Blues auch Jazz, Country, Soul und Disco sang. Sie wurde oft mit Nina Simone verglichen, wohingegen sie Dinah Washington als ihr Vorbild angab. Insgesamt gelangen Phillips über einen Zeitraum von 33 Jahren 19 Hits in den amerikanischen R&B-Charts.

## Biografie
1949 nahm sie an einem Talentwettbewerb im „Barrelhouse Club“ von Johnny Otis in Los Angeles teil. Otis war so beeindruckt, dass er sie für seine Revue The California Rhythm and Blues Caravan engagierte, wo sie als Little Esther auftrat.
1950 hatte sie mit dem Gesangsquartett „The Robins“ ihren ersten Hit, Double Crossin’ Blues. Noch im gleichen Jahr gelangen ihr eine ganze Reihe von großen R&B-Hits: Mistrustin’ Blues, Misery, Cupid Boogie, Deceivin’ Blues, Wedding Boogie und Far Away Blues (Xmas Blues). 1952 folgte Ring-A-Ding-Doo. Nach ihrem Weggang von Otis ließ der Erfolg nach.
1962 wurde Little Esther von Kenny Rogers wiederentdeckt. Sie trat jetzt unter dem Künstlernamen Esther Phillips auf und hatte mit Release Me einen Top-10-Hit in den Pop- und Nummer-eins-Hit in den R&B-Charts. Die Beatles luden sie nach England ein, wo sie eine eigene TV-Show bekam. Mitte der 1960er Jahre stand sie bei dem Label Atlantic unter Vertrag. Hier gelangen ihr kleinere Erfolge mit And I Love Him (1965) und When a Woman Loves a Man (1966). Zu dieser Zeit kämpfte Phillips bereits mit ihrer Heroinsucht.
1972 erschien das Album From a Whisper to a Scream, das für einen Grammy nominiert wurde. Den Preis erhielt dann Aretha Franklin, die ihn aber – als Geste der Bewunderung – an Phillips weitergab. Zu diesem Zeitpunkt stand sie bei Creed Taylors Kudu unter Vertrag, einem Unterlabel von CTI. 1975 hatte sie hier mit einer Disco-Fassung des Klassikers What a Difference a Day Makes (Original von den Dorsey Brothers, eine sehr bekannte Version stammt von Dinah Washington) einen weiteren, weltweiten Hit. Ende 1976 gelang ihr mit Magic's in the Air/Boy, I Really Tied One on ein weiterer Top-5-Erfolg in den US-Disco-Charts. Auch danach nahm sie noch einige Songs in diesem Stil auf, ein größerer Erfolg gelang ihr jedoch nicht mehr.
Phillips starb 1984 an Leber- und Nierenversagen infolge ihrer Heroin- und Alkoholabhängigkeit.

## Diskografie

### Alben
| Jahr | Titel                         | Höchstplatzierung, Gesamtwochen, AuszeichnungChartplatzierungen (Jahr, Titel, Platzierungen, Wochen, Auszeichnungen, Anmerkungen) | Höchstplatzierung, Gesamtwochen, AuszeichnungChartplatzierungen (Jahr, Titel, Platzierungen, Wochen, Auszeichnungen, Anmerkungen) | Anmerkungen |
| Jahr | Titel                         | US | R&B | Anmerkungen |
| ---- | ----------------------------- | --- | --- | ----------- |
| 1963 | Release Me                    | US46 (14 Wo.)US | — |             |
| 1970 | Burnin’                       | US115 (15 Wo.)US | R&B7 (24 Wo.)R&B | Livealbum   |
| 1971 | From a Whisper to a Scream    | US137 (15 Wo.)US | R&B16 (17 Wo.)R&B |             |
| 1972 | Alone Again, Naturally        | US177 (8 Wo.)US | R&B26 (16 Wo.)R&B |             |
| 1974 | Black-Eyed Blues              | — | R&B17 (9 Wo.)R&B |             |
| 1975 | Performance                   | — | R&B46 (8 Wo.)R&B |             |
| 1975 | What a Diff’rence a Day Makes | US32 (17 Wo.)US | R&B13 (13 Wo.)R&B |             |
| 1976 | Capricorn Princess            | US150 (4 Wo.)US | R&B40 (5 Wo.)R&B |             |
| 1976 | Confessin’ the Blues          | US170 (4 Wo.)US | R&B35 (7 Wo.)R&B |             |

grau schraffiert: keine Chartdaten aus diesem Jahr verfügbar
Weitere Alben
- 1965: And I Love Him!
- 1966: Esther Phillips Sings
- 1966: The Country Side of Esther
- 1970: Live at Freddie Jett’s Pied Piper
- 1975: Esther Phillips and Joe Beck
- 1976: For All We Know
- 1977: You’ve Come a Long Way, Baby
- 1978: All About Esther
- 1979: Here’s Esther, Are You Ready
- 1981: Good Black Is Hard to Crack
- 1986: A Way to Say Goodbye

### Singles
| Jahr | Titel Album                                                            | Höchstplatzierung, Gesamtwochen, AuszeichnungChartplatzierungen (Jahr, Titel, Album, Platzierungen, Wochen, Auszeichnungen, Anmerkungen) | Höchstplatzierung, Gesamtwochen, AuszeichnungChartplatzierungen (Jahr, Titel, Album, Platzierungen, Wochen, Auszeichnungen, Anmerkungen) | Höchstplatzierung, Gesamtwochen, AuszeichnungChartplatzierungen (Jahr, Titel, Album, Platzierungen, Wochen, Auszeichnungen, Anmerkungen) | Höchstplatzierung, Gesamtwochen, AuszeichnungChartplatzierungen (Jahr, Titel, Album, Platzierungen, Wochen, Auszeichnungen, Anmerkungen) | Anmerkungen       |
| Jahr | Titel Album                                                            | DE | UK | US | R&B | Anmerkungen       |
| ---- | ---------------------------------------------------------------------- | --- | --- | --- | --- | ----------------- |
| 1962 | Release Me                                                             | — | — | US8 (16 Wo.)US | R&B1 (13 Wo.)R&B |                   |
| 1963 | I Really Don’t Want to Know –                                          | — | — | US61 (5 Wo.)US | — |                   |
| 1963 | You Never Miss Your Water (Til the Well Runs Dry) –                    | — | — | US73 (2 Wo.)US | — | mit Al Downing    |
| 1964 | Hello Walls –                                                          | — | — | — | R&B36 (3 Wo.)R&B | als Little Esther |
| 1965 | And I Love Him                                                         | — | — | US54 (9 Wo.)US | R&B11 (9 Wo.)R&B |                   |
| 1966 | When a Woman Loves a Man –                                             | — | — | US73 (5 Wo.)US | R&B26 (8 Wo.)R&B |                   |
| 1969 | Too Late to Worry, Too Blue to Cry –                                   | — | — | — | R&B35 (5 Wo.)R&B |                   |
| 1972 | Home Is Where the Hatred Is From a Whisper to a Scream                 | — | — | — | R&B40 (6 Wo.)R&B |                   |
| 1972 | Baby, I’m for Real From a Whisper to a Scream                          | — | — | — | R&B38 (6 Wo.)R&B |                   |
| 1972 | I’ve Never Found a Man (To Love Me Like You Do) Alone Again, Naturally | — | — | — | R&B17 (9 Wo.)R&B |                   |
| 1975 | What a Diff’rence a Day Makes                                          | DE16 (20 Wo.)DE | UK6 (8 Wo.)UK | US20 (16 Wo.)US | R&B10 (18 Wo.)R&B |                   |
| 1976 | For All We Know                                                        | — | — | — | R&B98 (2 Wo.)R&B |                   |
| 1983 | Turn Me Out –                                                          | — | — | — | R&B85 (3 Wo.)R&B |                   |

Weitere Singles
- 1950: Double Crossing Blues
- 1950: Mistrusting Blues
- 1950: Misery
- 1950: Cupid’s Boogie
- 1950: Deceivin’ Blues
- 1950: Wedding Boogie
- 1950: Far Away Blues (Xmas Blues)
- 1952: Ring-a-Ding-Doo
- 1963: Am I That Easy to Forget
- 1963: If You Want It (I’ve Got It)
- 1965: Moonglow
- 1965: Let Me Know When It’s Over
- 1970: Set Me Free